# 鹿角蕨
为鹿角蕨科鹿角蕨属下的一个种，分布于中国云南省、缅甸、印度东北部、泰国等地，海拔210-950米，模式标本采集自缅甸伊洛瓦底江流域。